# Peter von Radics
Peter Paul von Radics (* 26. September 1836 in Adelsberg; † 24. September 1912 in Laibach) war ein österreichischer Historiker, Schriftsteller und Journalist.

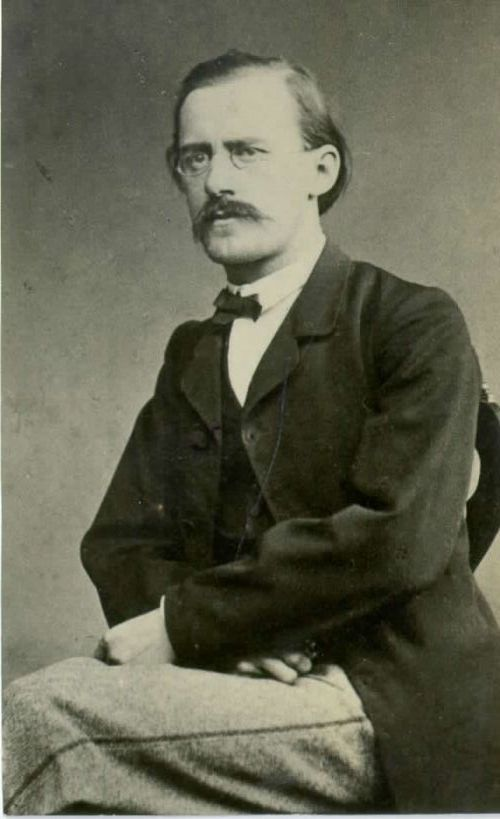
Peter von Radics

## Leben

Sterbeanzeige vom 25. September 1912 in der Laibacher Zeitung

Peter von Radics wurde im Innerkrainer Marktflecken Adelsberg (heute Postojna in Slowenien) als Sohn des k. k. Staatsbeamten und ehemaligen Oberleutnants Peter von Radics und dessen Gattin Leopoldine Cinder geboren. In seinem Heimatort ging er zur Schule, besuchte anschließend das Untergymnasium in Laibach (heute Ljubljana in Slowenien) und ab der fünften Klasse das Grazer Obergymnasium. Hier legte Radics im Jahre 1854 die Reifeprüfung ab und begann danach ein Philosophiestudium an der Karl-Franzens-Universität. Zugleich widmete er sich auch dem Studium der Geschichte und Geographie. Aus gesundheitlichen Gründen übersiedelte er später nach Wien, wo er seine Ausbildung an der dortigen Universität fortsetzte. Als sich die Symptome seiner Lungenerkrankung jedoch verschlimmerten, brach er das Studium ab.
Radics kehrte in seine Heimat zurück und übernahm ab Herbst 1858 als Supplent am Laibacher Gymnasium den Unterricht in den Fächern Geschichte und Deutsch. Als im Jahre 1862 in Ungarn die nichtungarischen Hochschullehrer entlassen wurden und diese daraufhin in den österreichischen Ländern untergebracht werden mussten, wurden junge Lehrer, die noch nicht alle Prüfungen abgelegt hatten, zum Ende des Schuljahres aus dem Staatsdienst entlassen.
Von dieser Maßnahme war auch Radics betroffen. Er arbeitete nun verstärkt als Schriftsteller und beschäftigte sich intensiv mit der krainischen Landesgeschichte. Für die „Mittheilungen“ des historischen Vereins für Krain, dem er seit 1855 als Mitglied angehörte, schrieb er in dieser Zeit etliche lokalgeschichtliche Artikel. In diese Epoche fallen auch seine beiden Publikationen: „Herbart VIII. Freiherr zu Auersperg“ mit einer Widmung für Anastasius Grün und das Handbuch „Geschichte Krain’s“, mit dem er seinen Freund Gustav Freiherr von Zois ehrte.
Ab dem Jahre 1863 intensivierte Radics seine journalistischen Tätigkeiten und bald gehörte er bei etlichen Wiener Zeitungen und Zeitschriften, unter anderem bei der Wiener Zeitung, zu den regelmäßigen Publizisten. Später arbeitete er auch als Redakteur bei der Agramer Zeitung, einem Blatt, das vornehmlich für das deutsch lesende Publikum der kroatischen Hauptstadt herausgegeben wurde. Auf Initiative des Veterinärwissenschaftlers und Politikers Janez Bleiweis erschien in Laibach am 3. Jänner 1865 ein neues Presseerzeugnis. Radics übernahm als verantwortlicher Redakteur die Schriftleitung des „Triglav“ einer deutschsprachigen „Zeitschrift für vaterländische Interessen“, die nach dem höchsten Gipfel der Julischen Alpen benannt war.
Nach Ausbruch des Italienischen Unabhängigkeitskrieges 1866 gegen Österreich, nahm Radics als Kriegsberichterstatter an den Kampfhandlungen teil und berichtete, für etliche Blätter der Monarchie aus dem Hauptquartier des Erzherzog Albrecht, von der Schlacht bei Custozza und den Ereignissen auf dem italienischen Kriegsschauplatz.

## Werke
- Adelsberg und seine Grotten. Österreichischer Lloyd, Triest 1861 (online)
- Geschichte Krain’s, ein Handbuch. Verlag Johann Giontini, Laibach 1862
- Herbard VIII., Freiherr zu Auersperg, 1528–1575, ein krainischer Held und Staatsmann. Wilhelm Braumüller, Wien 1862
- Die Gegenäbte Albert und Peter von Sittich und Abt Angelus von Rein (1404 – 1414). Verlag der Mechitharisten-Congregation, Wien 1866
- Die Freiherren von Grimschitz, Eine geschichtliche Studie. Verlag Mayer u. Co., Wien 1871
- Anastasius Grün und seine Heimat, Festschrift zum 70-jährigen Jubiläum des Dichters. (11. April 1876), Verlag J. G. Gotta, Stuttgart 1876
- Frau Musica in Krain, Zur Feier des 175. Gedenktages der Gründung der philharmonischen Gesellschaft in Laibach. Laibach 1877
- Mineralbad Töplitz in Unterkrain und seine Umgebungen. Braumüller’s Bade-Bibliothek Nr. 88, Wien 1878
- Anastasius Grün, Verschollenes und Vergilbtes aus dessen Leben und Wirken. Verlag Hermann Foltz, Leipzig 1879
- Maria Theresia und das Land Krain 1740–1780. Verlag J. Krajec, Rudolfswert, 1881.
- In's Kärnten. Cultur- und Reisebilder aus alter und neuer Zeit. Braumüller’s Bade-Bibliothek Nr. 12, Wien 1882
- Abbazia. Braumüller’s Bade-Bibliothek Nr. 37, Wien 1884
- Das Warmbad Gallenegg in Krain, Valvasor-Heim. Braumüller’s Bade-Bibliothek Nr. 45, Wien 1885
- Führer durch Krain. Die Landeshauptstadt Laibach. Verlag Johann Giontini, Laibach 1885
- Die Unterkrainer Bahnen. Eine volkswirtschaftliche Studie. Verlag ÖU-Revue, Wien 1893
- Der krainische Historiograph Johann Ludwig Schönleben. In: Mitteilungen des Musealvereins für Krain. 7 (1894), S. 1–72 (mit Porträt) dLib.si (PDF)
- Die Wohlthätigkeit in Krain unter den Herrschern aus dem Hause Habsburg. Verlag ÖU-Revue, Wien 1898
- Alte Häuser in Laibach. Geschichtserinnerungen. Selbstverlag, Laibach 1908